# DKNY
ダナ・キャラン・ニューヨーク（Donna Karan New York、略称DKNY）は1989年にダナ・キャランにより設立したファッションブランドである。
DKNYを展開するダナ・キャラン・インターナショナルは、LVMHの傘下だったが、2016年7月25日、LVMHがアメリカのアパレルブランド「G-3」への売却を発表。

## 店舗
1997年にロンドンに初出店、1999年にはニューヨークマンハッタン区7番街550に旗艦店をオープン。その他中国に20店舗、カナダに2店舗、そしてアラブ首長国連邦のドバイにも店を構えている。